# Pomiłowo (przystanek kolejowy)
Pomiłowo – zlikwidowany przystanek kolejowy w Pomiłowie w województwie zachodniopomorskim, w Polsce.